# Sam Leaver
Sam Leaver (9 de julio de 2004) es un deportista británico que compite en piragüismo en la modalidad de eslalon. Ganó una medalla de bronce en el Campeonato Europeo de Piragüismo en Eslalon de 2025, en la prueba de K1 cross.

## Palmarés internacional
| Campeonato Europeo | Campeonato Europeo         | Campeonato Europeo | Campeonato Europeo |
| Año                | Lugar                      | Medalla            | Competición        |
| ------------------ | -------------------------- | ------------------ | ------------------ |
| 2025               | Vaires-sur-Marne (Francia) | Medalla de bronce  | K1 cross           |